# ایم-۹ سایدوایندر

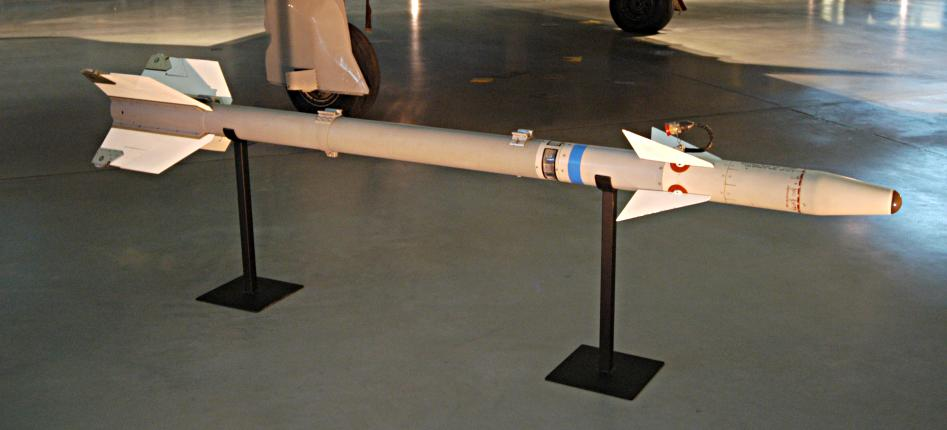
موشک سایدوایندر

اِی آی ام-۹ سایدوایندر نوعی موشک حرارت‌یاب کوتاه‌برد هوابه‌هوای آمریکایی است که معمولاً توسط هواپیماهای جنگنده، و اخیراً تعدادی از هلی‌کوپترهای هجومی، استفاده می‌شود. این موشک در دهه ۱۹۵۰ وارد ارتش آمریکا شد و مدل‌های جدید آن همچنان در این ارتش و چندین ارتش دیگر دنیا فعال هستند. نام این موشک برگرفته از مار سایدوایندر است که طعمه خود را به وسیله گرمای بدن خود طعمه شکار می‌کند و به خاطر شکل پرواز گونه‌های اولیه این موشک که مانند حرکت مار پرواز می‌کردند.
سایدوایندر یکی از محبوب‌ترین و پرتیراژترین موشک‌های غربی است که بیش از ۱۱۰ هزار تیر از آن برای آمریکا و ۲۷ کشور دیگر تولید شده و حدود یک درصد آن‌ها در جنگ استفاده شده‌اند. این موشک یکی از قدیمی‌ترین، ارزان‌ترین، و موفق‌ترین موشک‌های هوابه‌هوا است که تا به امروز حدود ۲۷۰ هواپیما را سرنگون کرده‌است. سایدوایندر به‌گونه‌ای طراحی شده که قابلیت بالایی برای بهینه‌سازی دارد و انواع و مدل‌های مختلفی از آن با قابلیت‌های متفاوت تولید شده‌اند.
در جنگ ایران و عراق نیز این موشک از موشک‌های اصلی هوابه‌هوای مورد استفاده جنگنده‌های اف-۴، اف-۵ و اف-۱۴ ایرانی بود. ایران ۴۰۰ تیر از مدل E این موشک در سال‌های ۶۹–۱۹۶۸، ۱۷۰۰ تیر از مدل J/p در سال‌های ۷۷–۱۹۷۱، ۲۸۸ تیر از مدل J/p در سال‌های ۷۹–۱۹۷۶، را از آمریکا خریداری کرد و در جریان ماجرای مک فارلین در سال‌های ۸۶–۱۹۸۵ نیز ۳۰۰ تیر از مدل L را از اسرائیل خریداری کرد.

## کاربران
- آرژانتین - AIM-9Bs in the navy A-4C/Q Skyhawks (retired) and AIM-9L/M in air force لاکهید مارتین ای-۴ای‌آر فایتینگ‌هاوک
- استرالیا - AIM-9X used by F/A-18Fs[۳]
- اتریش - replaced by IRIS-T
- بلژیک - AIM-9M for F-16AM/BM Fighting Falcon
- بحرین - AIM-9P for F-5E Tiger II, AIM-9L for F-16C
- برزیل - replaced by MAA-1 Piranha
- Cameroon AIM-9Bs and AIM-9x
- کانادا
- شیلی - received AIM-9Bs and Js for the F-5E Tiger II in 1976, has used AIM-9Ps since the 1980s,in 2007 received for F-16 Block 50/52 plus AIM-9Ms
- کلمبیا
- جمهوری چک[۴]
- دانمارک
- مصر
- اتیوپی
- فنلاند[۵]
- فرانسه - AIM-9Bs - replaced by R550 Magic
- آلمان - replaced by IRIS-T
- یونان - replaced by IRIS-T
- مجارستان - used on ساب ۳۹ گریپن
- اندونزی، used on نورتروپ اف-۵, اف-۱۶ فایتینگ فالکن and بی‌ای‌ئی هاوک
- ایران[۶]
- عراق - Iraq Ordered 200 AIM-9L/M-8/9 with their new F-16IQs [۷]
- اسرائیل
- ایتالیا - replaced by IRIS-T
- ژاپن - used on اف-۱۵ ایگل، میتسوبیشی اف-۱, میتسوبیشی اف ۲, اف-۴ فانتوم ۲, لاکهید اف-۱۰۴ استارفایتر (retired), اف-۸۶ سیبر (retired).
- اردن
- کویت
- مالزی
- مکزیک - used on F-5
- مراکش
- هلند
- نیوزیلند - used on RNZAF آ-۴ اسکای‌هاوک، no longer in use
- نروژ - replaced by IRIS-T
- پاکستان - AIM-9B: اف-۸۶ سیبر، F-6. AIM-9P/L: اف-۱۶ فایتینگ فالکن، F-6, F-7P/PG, Mirage III/V, جی اف-۱۷ ثاندر. AIM-9M on order for اف-۱۶ فایتینگ فالکن. Historically used on لاکهید اف-۱۰۴ استارفایتر.
- فیلیپین - F-5 and ووت اف-۸ کروسیدر
- لهستان - AIM-9X
- پرتغال
- عربستان سعودی[۸]
- سنگاپور: Republic of Singapore Air Force
- آفریقای جنوبی - Used on the اف-۸۶ سیبر and داسو میراژ ۳,[۹] replaced by IRIS-T and A-Darter.
- کره جنوبی - used on اف-۴ فانتوم ۲, نورتروپ اف-۵, مک‌دانل داگلاس اف-۱۵ئی استرایک ایگل، اف-۱۶ فایتینگ فالکن families. Historically used on اف-۸۶ سیبر.
- اسپانیا - AIM-9L, L(I) and JULI. Replaced by IRIS-T
- سوئد - called Robot 24/24J (B and J equivalents) and Robot 74 (L equivalent), will be replaced by IRIS-T.
- سوئیس
- تایوان (تایوان) - AIM-9P4: F-5E/F, F-CK-1 A/B/C/D, اف-۱۶ فایتینگ فالکنA/B Block 20, AT-3A/B. AIM-9M/M-2: F-16A/B Block 20. Historically used on اف-۸۶ سیبر، لاکهید اف-۱۰۴ استارفایتر، اف-۱۰۰ سوپرسیبر.
- تایلند use on JAS 39 C/D, اف-۱۶ فایتینگ فالکن، F-5 E/F/T, L-39ZA/ART (Westernized weapon system), آلفا جت.
- ترکیه[۱۰]
- تونس AIM-9J
- بریتانیا
- ایالات متحده آمریکا
- ونزوئلا، AIM-9B on VF-5 and Mirage 50 - AIM-9L on F-16A/B
- زیمبابوه